# Fight for This Love
«Fight for This Love» (с англ. — «Сражайся за эту любовь») — дебютный сольный сингл британской певицы Шерил Коул с её дебютного альбома 3 Words. Первоначально он был выпущен главным синглом с альбома в Великобритании и Ирландии 16 октября 2009 года лейблом Fascination Records, однако, в 2010 году он также был выпущен в Европе лейблом Universal Music в качестве второго сингла. Видеоклип на песню снял режиссёр Рэй Кей.
Песня была написана американской командой, состоящей из Стива Кипнера, Уэйна Уилкинса и Андре Меррита. В демоверсии песню исполнял Меррит. Хотя песня была предложена Шерил с мужским вокалом, она сразу решила, что будет петь её одна.
После первого выступления Шерил с «Fight for This Love» на The X Factor, сингл возглавил чарты Великобритании и Ирландии. Позже сингл занял первые строчки в чартах Норвегии, Венгрии и Дании. В мае 2010 года он был сертифицирован как платиновый в Великобритании с объёмом продаж в 600000 копий. Также, «Fight for This Love» была номинирована на Brit Awards в категории «лучший британский сингл».
Журнал NME сообщил, что были замечены сходства между «Fight for This Love» и песней американской певицы Келис «Lil Star», выпущенной в 2007 году, но представители Коул отрицают какие-либо сходства. Британской группой «The Wanted» был записан кавер на эту песню; он был выпущен в качестве би-сайда к синглу «All Time Low».

## Критика
Оценки «Fight for This Love» были неоднозначны. Рут Харрисон из Female First была впечатлена песней, но в то же время обеспокоена тем, сможет ли Шерил выступать сольно. На сайте Popjustice тоже дали положительную оценку, как песне, которую можно слушать полтора часа без перерыва, и она вам не надоест. Дэвид Боллс из Digital Spy дал умеренную оценку и назвал вокал Коул «не очень сильным». Фрейзер МакАлпайн частично одобрил песню — «в пользу Шерил, она, очевидно, постаралась записать что-то не похожее на вещи, которые она делала с Girls Aloud, и результатом этого стал интересный гибрид поп-музыки, танцевальной музыки и R&B» — он, однако, тоже указывал на недостатки вокала.

## Продвижение

### Великобритания и Ирландия
Премьера песни состоялась седьмого сентября на BBC Radio 1. 18 октября песня стала доступна для скачивания. В тот же вечер состоялось первое выступление Шерил с «Fight for This Love» — на The X Factor. 12 ноября Шерил появилась на Children in Need Rocks the Royal Albert Hall — помимо «Fight for This Love» она спела песню «Set the Fire to the Third Bar» группы Snow Patrol вместе с её вокалистом Гэри Лайтбоди. The Daily Telegraph пишет, что это выступление должно было заставить замолчать всех тех, кто говорит о том, что Коул не может петь. Также, она выступала с «Fight for This Love» на телеканале T4 15 ноября. 16 февраля 2010 года Шерил появилась на Brit Awards 2010 – её выступление началось с того, что она «катапультировалась» на сцену вместе с танцорами.

### Европа
В январе 2010 Коул отправилась в Германию, чтобы выступить с «Fight for This Love» на немецкой церемонии DLD Starnight в Доме искусства в Мюнхене. В марте европейская акция по продвижению сингла и альбома продолжилась выступлением на датском The X Factor, что привело к покорению датского чарта. Другие европейские выступления состоялись на Vivement Danche во Франции, на шоу Skavlan в Норвегии и голландском The X Factor. В Германии «Fight for This Love» была использована в качестве заглавной темы пятого сезона шоу Germany's Next Topmodel.

## Позиции в чартах
В Великобритании «Fight for This Love» стартовала с первой позиции в UK Singles Chart. Было продано 134000 копий; за один день был побит предыдущий рекорд, установленный протеже Шерил на The X Factor, Александрой Бёрк, с песней «Bad Boys». За первую неделю сингл разошёлся тиражом в 292000 копий (это больше, чем тираж дебютного сингла Girls Aloud, «Sound of the Underground», выпущенного в 2002 году — 213000 копий). Сингл оставался на первом месте в чарте две недели. К концу года он был четвёртым в списке самых продаваемых синглов года и двадцать девятым в списке самых продаваемых синглов десятилетия. Песня была номинирована на Brit Awards в категории «Лучший британский сингл», но проиграла песне «Beat Again» группы JLS.
В ирландском чарте «Fight for This Love» дебютировала на тринадцатом месте и уже на следующей неделе поднялась на первую строчку. Также, сингл покорил чарты Дании, Венгрии и Норвегии. Международная федерация производителей фонограмм сертифицировала сингл как золотой в Дании и Швейцарии.
| Чарт(2009–2010)                      | Высшая позиция |
| ------------------------------------ | -------------- |
| Австралия (ARIA)                     | 54             |
| Australia (ARIA Dance Chart)         | 12             |
| Австрия (Ö3 Austria Top 40)          | 4              |
| Бельгия/Фландрия (Ultratop 50)       | 13             |
| Бельгия/Валлония (Ultratop 50)       | 7              |
| Чехия (Rádio — Top 100)              | 8              |
| Дания (Tracklisten)                  | 1              |
| Europe (European Hot 100 Singles)    | 3              |
| Франция (SNEP)                       | 7              |
| Германия (GfK)                       | 4              |
| Венгрия (Rádiós Top 40)              | 1              |
| Венгрия (Single Top 40)              | 4              |
| Ирландия (IRMA)                      | 1              |
| Италия (FIMI)                        | 5              |
| Luxembourg Digital Songs (Billboard) | 2              |
| Нидерланды (Dutch Top 40)            | 2              |
| Нидерланды (Single Top 100)          | 5              |
| Норвегия (VG-lista)                  | 1              |
| Польша (Polish Airplay Top 100)      | 3              |
| Польша (Dance Top 50)                | 31             |
| Poland (Video Chart)                 | 1              |
| Russia (Top Radio Hits)              | 6              |
| Шотландия (OCC Scotland)             | 1              |
| Словакия (Rádio — Top 100)           | 8              |
| Испания (PROMUSICAE)                 | 12             |
| Spain (Spanish Airplay Chart)        | 3              |
| Швеция (Sverigetopplistan)           | 2              |
| Швейцария (Schweizer Hitparade)      | 3              |
| Великобритания (OCC UK Singles)      | 1              |

| Чарт(2009)          | Позиция |
| ------------------- | ------- |
| Irish Singles Chart | 5       |
| UK Singles Chart    | 4       |

| Chart (2010)                      | Position |
| --------------------------------- | -------- |
| Australian Top 50 Dance Singles   | 46       |
| Ö3 Austria Top 40                 | 45       |
| Belgian Singles Chart (Flanders)  | 78       |
| Belgian Singles Chart (Walloiona) | 62       |
| Danish Singles Chart              | 13       |
| Dutch Single Top 100              | 29       |
| European Hot 100 Singles          | 22       |
| French Singles Chart              | 70       |
| Germany (Media Control AG)        | 37       |
| Hungarian Airplay Chart           | 1        |
| Italian Singles Chart             | 28       |
| Romanian Top 100                  | 82       |
| Russia Airplay (Tophit)           | 92       |
| Spain (PROMUSICAE)                | 46       |
| Spanish Airplay Chart             | 19       |
| Switzerland (Media Control AG)    | 38       |
| UK Singles Chart                  | 113      |

| Чарты десятилетия (2000–2009) | Позиция |
| ----------------------------- | ------- |
| United Kingdom                | 29      |

## Сертификации
| Регион | Сертификация  | Продажи   |
| --- | ------------- | --------- |
| Дания (IFPI Danmark) | Золотой       | 15 000^   |
| Германия (BVMI) | Золотой       | 150 000^  |
| Италия (FIMI) | Платиновый    | 20 000*   |
| Швеция (GLF) | Платиновый    | 20 000^   |
| Швейцария (IFPI Switzerland)                                                                                             | Золотой       | 15 000^   |
| Великобритания (BPI) | 2× Платиновый | 1,050,000 |
| * Данные о продажах приведены только на основе сертификации. ^ Данные о тиражах приведены только на основе сертификации. |               |           |